# 36-та окрема мотострілецька бригада (РФ)
36-та окрема гвардійська мотострілецька Лозівська Червонопрапорна бригада (36 ОМСБр, в/ч 06705) — мотострілецьке з'єднання в складі Сухопутних військ Збройних сил Російської Федерації. Пункт постійної дислокації — м. Борзя Забайкальського краю. Перебуває у складі 29-ї загальновійськової армії Східного військового округу.

## Історія
У травні 1992 року 131-ша гвардійська кулеметно-артилерійська дивізія Радянської армії ввійшла до складу Збройних сил Російської Федерації, а окремі частини дивізії та її управління були передислоковані в с. Ясна Олов'яннинського району Читинської області. Дивізія продовжила знаходитись в складі я 55-го армійського корпусу Забайкальського військового округу. 
21 червня 1993 року був розформований 77-й окремий ракетний дивізіон (в/ч 52503).
У серпні 2001 року дивізія згідно з директивою ГШ ЗС РФ від 30.11.2000 року переформована в мотострілецьку дивізію зі збереженням почесних найменувань і нагород з місцем дислокація смт. Ясная, м. Борзя і с. Досатуй.
В 2002 році із складу дивізії був виведений 113-й мотострілецький полк. Взамін в штат дивізії був включений 272-й мотострілецький полк.
З червня 2009 дивізія переформована на 36-му окрему гвардійську мотострілецьку бригаду зі збереженням за нею всіх бойових регалій, бойової слави й традицій.

### Російсько-українська війна
3—4 квітня 2022 року низка українських джерел з посиланням на спецслужби назвала підрозділи Збройних сил Росії, які вчиняли воєнні злочини під час окупації населених пунктів під Києвом. 36-та бригада окупувала район м. Бородянка.
20 лютого 2024 року ЗСУ завдали удару двома ракетами HIMARS по полігону біля села Трудівське в момент шикування на ньому військовослужбовців бригади. Під удар потрапила 4, 5 та 6-та роти бригади, за різними оцінками, внаслідок удару загинуло понад 60 вояків включно із командиром бригади.

## Традиції
Бригада знаходиться під опікою Нерчинської єпархії РПЦ

## Структура
- Танковий батальйон (31 танк Т-72Б3);
- 1-й механізований батальйон;
- 2-й механізований батальйон;
- 3-й механізований батальйон;
- Зенітний ракетно-артилерійський дивізіон;
- Зенітний ракетний дивізіон;
- 1-й самохідний гаубичний артилерійський дивізіон;
- 2-й самохідний гаубичний артилерійський дивізіон;
- Реактивний артилерійський дивізіон;
- Протитанковий артилерійський дивізіон;
- Розвідувальний батальйон;
- Рота БПЛА;
- Інженерно-саперний батальйон;
- Батальйон зв'язку;
- Батальйон матеріально-технічного забезпечення;
- Батарея управління та артилерійської розвідки;
- Окрема рота зв'язку;
- Окрема рота РХБЗ;
- Окрема рота РЕБ;
- Комендантська рота;
- Ремонтна рота
- Медична рота;
- Оркестр.

 На озброєнні бригади: Т-72Б1, БМП-2, 2С3, Град, МТ-12, Штурм-С, Шилка, Тунгуска, Стріла-10, Голка, Бук-М1.

## Командири
- (2009 — 2012) полковник Мурадов Рустам Усманович
- (2022) гвардії підполковник Воронков Андрій Владімірович[10]
- (? — 2024†) полковник Мусаєв Гусейн Вілаятович

## Втрати
Із відкритих джерел відомі деякі втрати бригади: